# Hypolycaena buxtoni
Hypolycaena buxtoni är en fjärilsart som beskrevs av William Chapman Hewitson 1874. Hypolycaena buxtoni ingår i släktet Hypolycaena och familjen juvelvingar. Inga underarter finns listade i Catalogue of Life.